# Heribert Sturm (Künstler)
Heribert Jakob Sturm (* 2. November 1934 in Fürstenfeldbruck; † 13. Januar 2020 in München) war ein deutscher Künstler und Hochschullehrer-

## Leben
Sturm studierte von 1957 bis 1961 an der Akademie der Bildenden Künste München, Bildhauerei bei Heinrich Kirchner (Meisterschüler 1960) und Kunsterziehung bei Anton Marxmüller. 1972 bis 2000 lehrte er an der Akademie der Bildenden Künste München, ab 1983 als Professor für Bildhauerei und Kunsterziehung. 1979–1982 war er Mitglied des Präsidialkollegiums. Bei ihm studierten u. a. Michael Wesely, Iris Häussler, Nezaket Ekici, Albert Coers, Notburga Karl, Thomas Link, Hubert Sedlatschek, Stefanie Trojan. Sturm war Initiator einer Außenstelle der Kunstakademie in Straubing, unter dem Namen INDEPENDENCE SR. Diese existierte 1986–2000 in einem ehemaligen Schlachthof und diente als Ort für größere experimentelle und installative Arbeiten und für Ausstellungen (u. a. 1998 Ausstellung von Stipendiaten der Wilhelm-Reissmüller-Stiftung zum Austausch zwischen München und Carrara). Sturm lebte in München, in Dreifaltigkeitsberg und in Wies bei Rattenberg im Bayerischen Wald, wo er eine Scheune zum Atelier ausbaute.
Sprache, Schrift und Zeichen und ihre Bewegung im Raum bilden den Hintergrund von Sturms Objekten und Installationen. Bekannt wurde er durch bildhauerisch-konzeptuelle Arbeiten, vor allem im öffentlichen Raum, die häufig geschichtliche und politische Bezüge aufweisen, etwa seine Arbeit A Dolfuß zur Ausstellung Bezugspunkte 38/88 beim Steirischen Herbst in Graz 1988. Sturm ließ eine Betonstele mit rechtwinklig angeordneten Nuten, scheinbar ein Element eines Steckverbindungssystems oder eine rein formale, minimalistisch-konkrete Skulptur, so mit einem Kran über einer Wasserfläche schweben, dass sich ihr Grundriss mit der Form eines Hakenkreuzes widerspiegelte. Damit thematisierte Sturm die Ambivalenz der Moderne und der Gegenwart: „Ordnung und System bringen das Menetekel der absoluten Autorität an die Wand.“ Als Ort wählte er das Rosarium, eine Parkanlage am Opernring, wo im März 1938 Nationalsozialisten ein Denkmal für den ihnen verhassten österreichischen Politiker Engelbert Dollfuß zerstört hatten. Im Titel „A Dolfuß“, was als Hommage an den Politiker gelesen werden kann, verbirgt sich aber auch der Vorname Adolf Hitlers.
Die Beschäftigung mit dem Nationalsozialismus und damit der eigenen erlebten Kindheit zieht sich durch viele, auch medial unterschiedliche Arbeiten Sturms. So etwa die zweiteilige Fotoarbeit Europäischer Gestus I und II (1983/1988, Sammlung Städtische Galerie im Lenbachhaus, München), in der das Bild einer Venus-Statue dem einer KZ-Gefangenen gegenübergestellt wird. Beide bedecken mit der Hand ihre nackte Brust, machen dieselbe zeichenhafte Geste.
Der Recherche- und Reflexionsprozess fließt in die Arbeiten mit ein, oder ist selbst Gegenstand und wird veröffentlicht, etwa in Wo ist Montgomery? – Der Traum des rechten Winkels, entstanden zur Ausstellung Hofer Herbst 1987. Hier reflektiert Sturm im Katalog in einer assoziativen Collage aus Bildern und Texten die Macht von Namen; Ausgangspunkt ist die Assoziation der Lage der Stadt Hof in der „Wüste“ der bayerischen Provinz, mit Akteuren des Zweiten Weltkrieges in Wüstengebieten Afrikas, etwa dem britischen General Montgomery, damit die Präsenz der Erfahrung von Krieg allgemein. Die Mehrdeutigkeit des Namens, der gleichzeitig verschiedene Personen und Städte bezeichnet, die damit verbundene Ambivalenz ist das Thema. Daran anschließend beschreibt Sturm in Der Traum des rechten Winkels den Umschlag einer rein konstruktiven Gestaltungsaufgabe in das historisch belastete Symbol des Nationalsozialismus, Überlegungen, die er in der Skulptur zur Ausstellung in Hof und in A Dolfuß bildhauerisch umsetzt.

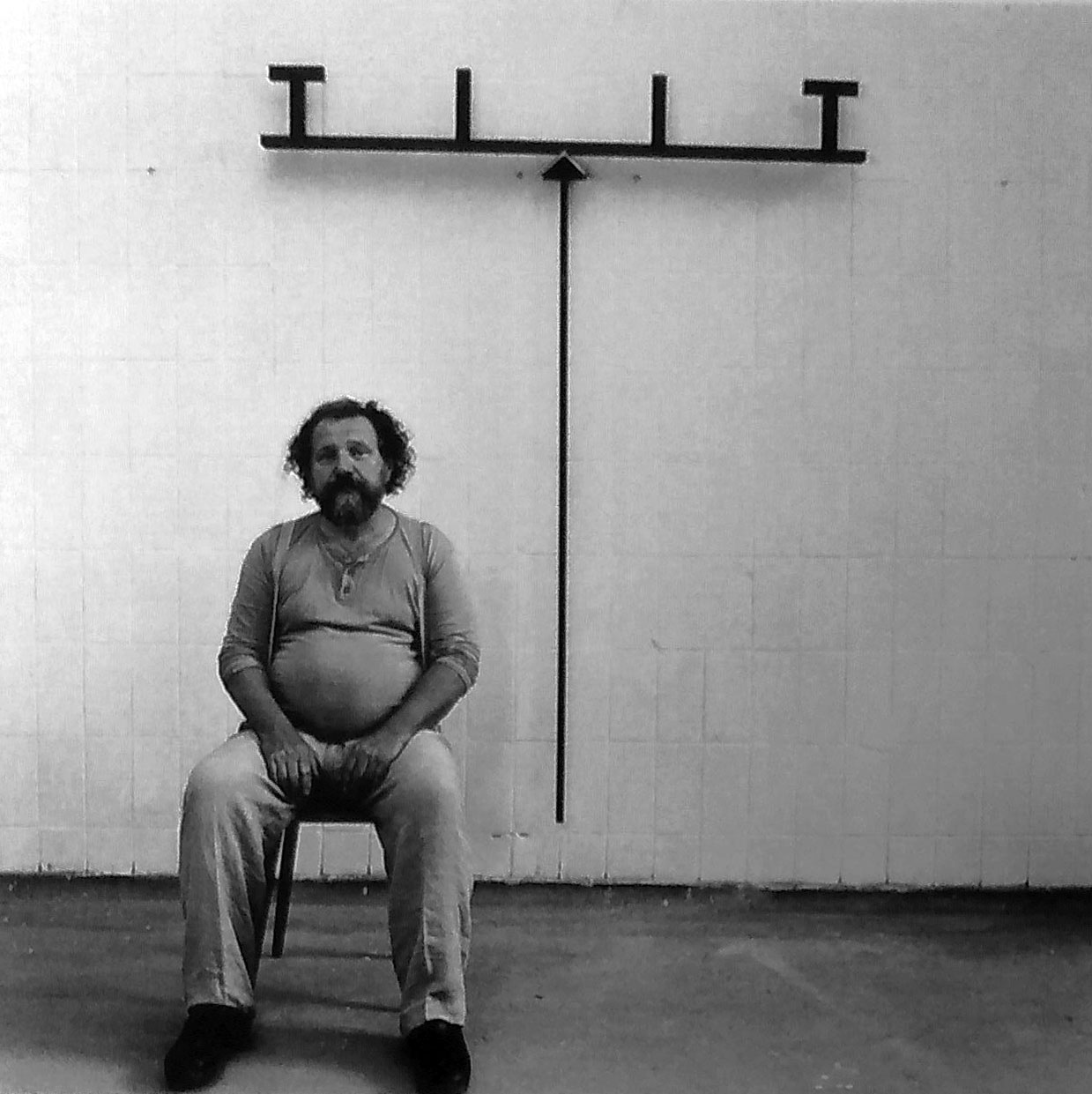
Heribert Sturm vor TILT1. Foto Dirk Bangert, 1990

Das Moment des Umschlagens bzw. Umkippens von zunächst rein visuellen Elementen in plötzlich wahrnehmbare Bedeutung in Verbindung mit physischen Prozessen ist auch für weitere Arbeiten kennzeichnend: Wort und zugleich performatives Objekt ist TILT (1990). Die Buchstaben „T I I T“, die zunächst nur als sinnfreies Palindrom, als symmetrische Konstruktion und nicht als Bedeutungsträger erscheinen, sind horizontal auf einem Winkel an der Wand befestigt und mit Hilfe einer Metallstange senkrecht nach unten austariert. Wenn man den kleinen liegenden Balken hinzufügt, der das „I“ zum „L“ macht, kommt das Ganze aus dem Gleichgewicht, es realisierte sich unmittelbar die Bedeutung des Wortes, das im selben Moment lesbar wird („tilt“ = engl. „kippen, sich neigen“). Um Sinn sichtbar werden zu lassen, bedarf es einer Handlung, die Arbeit hat somit den Charakter einer Aufführung.
In ΜΙΜΗΣΙΣ (1997) greift Sturm einen zentralen Begriff der Kunst- und Literaturtheorie auf, die Mimesis. Er gestaltete den Begriff als ein symmetrisches Wortbild aus den Buchstaben des griechischen Alphabets, entsprechend dessen Herkunft aus der antiken Kunstphilosophie. Drehbar gelagert, rotieren die Buchstaben und lassen das Wort von vorne und hinten als Palindrom lesbar werden. „M“ und „Σ“ scheinen sich wechselseitig je nach Rotation zu imitieren, veranschaulichen so den Begriff insgesamt.
ΣIΣYΦOSOΦYΣIΣ (1991), (fiktiver) Satz und Skulptur zugleich, arbeitet in vergleichbarer Weise mit Ähnlichkeiten und Symmetrien von Buchstaben zur Herstellung von Mehrdeutigkeit: Der Name des mythologischen Helden Sisyphos, der der Legende nach dazu verurteilt war, ewig einen Stein einen Berg hinaufzurollen, ist ansteigend so auf eine Metallplatte aufgebracht, dass er sich palindromisch in einer weiteren, quer dazu stehenden Platte spiegelt und im absteigenden Spiegelbild in den Begriff PHYSIS übergeht, der die körperliche (menschliche) Natur bezeichnet.

## Ausstellungen (Auswahl)
- 1968 Sub-Art, U-Bahnhof-Baustelle Giselastraße, mit u. a. Jürgen Claus, Ägidius Geisselmann, Manfred Hollmann, Edgar Knoop, Otfried Narewski, António Costa Pinheiro, Jürgen Reipka, HA Schult, Waki Zöllner.
- 1987 Hofer Herbst '87. Mit Angelika Bader & Dietmar Tanterl, Herbert Rometsch, Heribert Sturm, Matthias Wähner.
- 1988 Steirischer Herbst Graz, Bezugspunkte 38 / 88, Schuld und Unschuld der Kunst 1988. Mit Dennis Adams, Peter Baren, Jacques Charlier, Walter Daems, Braco Dimitrijevic, Fedo Ertl, Bill Fontana, Jochen Gerz, Hans Haacke, Eric Hattan, Werner Hofmeister, Gruppe Irwin, Peter Kogler / Romana Scheffknecht, Beate Passow, Norbert Radermacher. Kuratiert von Werner Fenz.[7]
- 1991 Kunst im Abbruch, im öffentlichen Raum / Künstlerwerkstatt Lothringer Straße 13 München 1991. Mit Kuno Lindenmann, Boris Nieslony, Beate Passow, Kurt Petz, Heribert Sturm.[8]

## Werke in öffentlichen Sammlungen
- Städtische Galerie im Lenbachhaus, München